# NGC 3233
NGC 3233 é uma galáxia espiral barrada (SB0-a) localizada na direcção da constelação de Hydra. Possui uma declinação de -22° 16' 04" e uma ascensão recta de 10 horas, 21 minutos e 57,5 segundos.
A galáxia NGC 3233 foi descoberta em 1886 por Ormond Stone.